# Denmark Open 1973
Die Denmark Open 1973 im Badminton fanden vom 12. bis zum 15. März 1973 in Kopenhagen statt.

## Sieger und Platzierte
| Disziplin    | Gold                             | Silber                         | Bronze                         |
| ------------ | -------------------------------- | ------------------------------ | ------------------------------ |
| Herreneinzel | Rudy Hartono                     | Flemming Delfs                 | Elo Hansen                     |
| Herreneinzel | Rudy Hartono                     | Flemming Delfs                 | Svend Pri                      |
| Dameneinzel  | Hiroe Yuki                       | Imre Rietveld Nielsen          | Utami Dewi                     |
| Dameneinzel  | Hiroe Yuki                       | Imre Rietveld Nielsen          | Etsuko Takenaka                |
| Herrendoppel | Tjun Tjun Johan Wahjudi          | Ade Chandra Christian Hadinata | Bengt Fröman Thomas Kihlström  |
| Herrendoppel | Tjun Tjun Johan Wahjudi          | Ade Chandra Christian Hadinata | Svend Pri Poul Petersen        |
| Damendoppel  | Joke van Beusekom Marjan Luesken | Karin Jørgensen Ulla Strand    | Barbara Giles Nora Gardner     |
| Damendoppel  | Joke van Beusekom Marjan Luesken | Karin Jørgensen Ulla Strand    | Hiroe Yuki Mariko Nishio       |
| Mixed        | Elo Hansen Ulla Strand           | Derek Talbot Nora Gardner      | Per Walsøe Pernille Kaagaard   |
| Mixed        | Elo Hansen Ulla Strand           | Derek Talbot Nora Gardner      | Roland Maywald Brigitte Steden |

## Finalresultate
| Disziplin    | Sieger                           | Finalist                       | Ergebnis           |
| ------------ | -------------------------------- | ------------------------------ | ------------------ |
| Herreneinzel | Rudy Hartono                     | Flemming Delfs                 | 17-14, 15-12       |
| Dameneinzel  | Hiroe Yuki                       | Imre Rietveld Nielsen          | 11-7, 11,6         |
| Herrendoppel | Tjun Tjun Johan Wahjudi          | Ade Chandra Christian Hadinata | 15-3, 15-7         |
| Damendoppel  | Joke van Beusekom Marjan Luesken | Karin Jørgensen Ulla Strand    | 17-14, 17,14       |
| Mixed        | Elo Hansen& Ulla Strand          | Derek Talbot Nora Gardner      | 4-15, 17-14, 15-10 |